# Topobea subsessiliflora
Topobea subsessiliflora är en tvåhjärtbladig växtart som beskrevs av John Julius Wurdack. Topobea subsessiliflora ingår i släktet Topobea och familjen Melastomataceae. Inga underarter finns listade i Catalogue of Life.